# 김동현 (가수)

김동현(1994년 10월 26일~)은 대한민국의 가수이다.

## 음반

### 싱글
- "그대를 사랑하는 10가지 이유" (2022.02.13, 국가단 Valentine's Day Special)
- "언제쯤..." (2022.03.02, 국가단 Special Gift)
- "Bittersweet" (2022.04.13, 국민가수 솔로 프로젝트)

### OST
- "운명처럼 너를 만나" (2022.03.12) 《TV조선 결혼작사 이혼작곡》
- "하루의 끝에" (2022.03.14) 《웹툰 이제야 연애》
- "사랑을 끊었다" (2023.02.04) 《TV조선 빨간풍선》

## 방송
- 《TV조선 내일은 국민가수》 (2021.10.17~2021.12.23)
- 《TV조선 국가가 부른다》 (2022.02.17~)

## 공연
- 내일은 국민가수 전국투어 콘서트 '탄생!국가단' 부산 (2022.03.19, 부산 벡스코)
- 내일은 국민가수 전국투어 콘서트 '탄생!국가단' 광주 (2022.03.27, 광주 김대중컨벤션센터)
- 내일은 국민가수 전국투어 콘서트 '탄생!국가단' 서울 (2022.04.03, 서울 잠실실내체육관)
- 내일은 국민가수 전국투어 콘서트 '탄생!국가단' 일산 (2022.04.23, 일산 킨텍스)
- 내일은 국민가수 전국투어 콘서트 '탄생!국가단' 대구 (2022.05.07, 대구 엑스코)
- 내일은 국민가수 전국투어 콘서트 '탄생!국가단' 창원 (2022.05.15, 창원 컨벤션센터)
- 내일은 국민가수 전국투어 콘서트 '탄생!국가단' 전주 (2022.05.28, 전주 한국소리문화의전당야외공연장)
- 내일은 국민가수 전국투어 콘서트 '탄생!국가단' 강릉 (2022.06.18, 강원 세바스티아노스포츠센터)
- 내일은 국민가수 콘서트 '마지막 이야기' 서울앵콜 (2022.07.16~2022.07.17, 서울 올림픽공원SK핸드볼경기장)